# Daguesh
El daguesh, en hebreo דָּגֵשׁ, es un diacrítico del sistema de escritura hebreo.
Gráficamente, consiste en un punto que se coloca en el interior de una letra. Existía antes otro diacrítico que indicaba la ausencia de daguesh, el  rafé , en forma de raya superior o inferior, según los casos. Este, sin embargo, ya no se utiliza si no es en determinados casos o en otras lenguas que emplean el alfabeto hebreo, como el yiddish.
Los símbolos daguesh y mappiq a menudo se omiten al escribir niqqud (por ejemplo, בּ se escribe como ב). En estos casos, se puede agregar un "daguesh" para ayudar a los lectores a resolver la ambigüedad.

## Origen
El daguesh forma parte del sistema inventado por los masoretes el siglo VI para fijar la pronunciación y el canto litúrgico del hebreo de la Biblia hebrea.

## Mappiq
No se debe confundir el daguesh con el mappiq. El mappiq es un punto que se coloca sólo en la letra he ה en posición final para indicar que debe pronunciarse como consonante y no como soporte de lectura (mater lectionis). Así, el mappiq permite por ejemplo distinguir סוּסָה [su'sa], la yegua, de סוּסָהּ [su'sah], su caballo (de ella).

## Uso
Se distinguen dos usos del daguesh:
- Para indicar una mutación consonántica. Se habla entonces de daguesh suave.
- Para geminar la consonante que lo lleva. Se habla entonces de daguesh fuerte.

## Daguesh suave
Se llama daguesh suave (en hebreo דגש קל) el punto que se coloca en una consonante para indicar su pronunciación fricativa. Seis letras (llamadas  begadkefat ) pueden llevar daguesh suave.
| Con daguesh | Con daguesh | Con daguesh  | Con daguesh | Sin daguesh | Sin daguesh | Sin daguesh  | Sin daguesh |
| Letra       | Nombre      | Romanización | AFI         | Letra       | Nombre      | Romanización | AFI         |
| ----------- | ----------- | ------------ | ----------- | ----------- | ----------- | ------------ | ----------- |
| בּ           | bet         | b            | /b/         | ב           | vet         | ḇ / v        | /v/         |
| גּ           | guímel      | g            | /g/         | ג           | guímel      | ḡ            | /ɣ/         |
| דּ           | dàlet       | d            | /d/         | ד           | dàlet       | ḏ            | /ð/         |
| כּ, ךּ        | caf         | k            | /k/         | כ, ך        | khaf        | ḵ / kh       | /χ/         |
| פּ, ףּ        | pe          | p            | /p/         | פ, ף        | fe          | p̄ / f        | /f/         |
| תּ           | tav         | t            | /t/         | ת           | tav         | ṯ            | /θ/         |
Las reglas de uso del daguesh suave dependen de la posición de la letra en la palabra. Una begadkefat lleva un daguesh suave cuando se encuentra a principio de palabra o cuando es la primera letra de una sílaba que no sigue una vocal (es decir, cuando sigue una sílaba cerrada).

## Daguesh fuerte
El daguesh fuerte (en hebreo דגש חזק) indica la geminación de la consonante que lo lleva. Se puede encontrar en todas las letras excepto las guturales (álef א, he ה, het ח, ain ע) y la resh ר.
La geminación puede producirse por motivos diversos, entre los cuales:
- Después de una preposición que requiere la geminación de la letra siguiente (por ejemplo después del artículo ה).
- Como consecuencia de la desaparición de una letra: por un fenómeno de asimilación y de compensación, la letra que sigue se encuentra geminada.
- En la conjugación "intensiva", la segunda letra radical de un verbo trilítero se gemina.

En caso de que una begadkefat deba recibir un daguesh fuerte, su pronunciación sigue la del daguesh suave.

## Pronunciación en hebreo israelí moderno
En hebreo israelí moderno ya no se distingue la pronunciación oclusiva o fricativa de tres de las seis begadkefat. Así que las letras guímel ג, dálet ד y tau ת se pronuncian como si llevaran daguesh, deban llevar daguesh o no, respectivamente: [g], [d] y [t].